# Proceso de paz en Irlanda del Norte
El proceso de paz de Irlanda del Norte incluye los acontecimientos que condujeron al alto el fuego del Ejército Republicano Irlandés Provisional (IRA) de 1994, el fin de la mayor parte de la violencia de los disturbios, el Acuerdo de Viernes Santo de 1998 y los acontecimientos políticos posteriores.

## Cronología

### Hacia un alto el fuego
En 1994, prosiguieron las conversaciones entre los líderes de los dos principales partidos nacionalistas irlandeses de Irlanda del Norte, John Hume, del Partido Socialdemócrata y Laborista  (SDLP), y Gerry Adams, del Sinn Féin (SF). Estas conversaciones dieron lugar a una serie de declaraciones conjuntas sobre cómo poner fin a la violencia. Las conversaciones se llevaban a cabo desde finales de los años 80 y habían conseguido el respaldo del gobierno irlandés a través de un intermediario, el sacerdote Alec Reid.
En noviembre se reveló que el gobierno británico también había estado en conversaciones con el IRA Provisional, aunque lo habían negado durante mucho tiempo.
El miércoles 15 de diciembre de 1993, John Major, primer ministro del Reino Unido, y Albert Reynolds, Taoiseach, emitieron la Declaración de Downing Street en nombre de los gobiernos británico e irlandés. En ella se incluían las siguientes declaraciones:
- El gobierno británico no tenía ningún interés "económico o estratégico egoísta" en Irlanda del Norte. Esta declaración llevaría, finalmente, a la derogación de la Ley de Gobierno de Irlanda de 1920.[2]
- El gobierno británico defendería el derecho del pueblo de Irlanda del Norte a decidir entre la Unión con Gran Bretaña o una Irlanda unida .
- Los pueblos de la isla de Irlanda, del Norte y del Sur, tenían el derecho exclusivo de resolver los problemas entre el Norte y el Sur mediante consentimiento mutuo.[3][4][5]
- El gobierno irlandés intentaría hacer frente a los temores unionistas de una Irlanda unida modificando la Constitución irlandesa de acuerdo con el principio del consentimiento , lo que llevaría, en última instancia, a la modificación de los artículos 2 y 3 .
- Una Irlanda unida sólo podría lograrse por medios pacíficos.
- La paz debe implicar el fin permanente del uso o apoyo a la violencia paramilitar.

Ian Paisley, del Partido Unionista Democrático (DUP), se opuso a la Declaración, James Molyneaux, del Partido Unionista del Úlster (UUP), argumentó que no era una "ventaja" de los unionistas, y Gerry Adams, del Sinn Féin, solicitó el diálogo con los gobiernos y una aclaración de la Declaración.

### Hacia las negociaciones
El 6 de abril de 1994, el IRA Provisional anunció un "cese temporal de hostilidades" de tres días que duraría del miércoles 6 al viernes 8 de abril de 1994.
Cinco meses después, el miércoles 31 de agosto de 1994, el IRA Provisional anunció un "cese de las operaciones militares" a partir de la medianoche. Albert Reynolds, el Taoiseach irlandés , dijo que aceptaba la declaración del IRA como implicación de un alto el fuego permanente. Muchos unionistas se mostraron escépticos. El líder del UUP, James Molyneaux, en un desliz poco frecuente, declaró: "Esto (el alto el fuego) es lo peor que nos ha pasado nunca".
En el período siguiente, hubo disputas sobre la permanencia del alto el fuego, sobre si las partes vinculadas a los paramilitares debían ser incluidas en las negociaciones y sobre el ritmo de la "normalización" en Irlanda del Norte. Los bombardeos y tiroteos de los leales al régimen y las palizas de castigo por parte de ambos bandos continuaron.
A continuación se presenta una lista abreviada de eventos importantes en el período previo a las negociaciones entre todas las partes:
- 13 de octubre de 1994: El Comando Militar Leal Combinado , en representación de la Fuerza Voluntaria del Úlster, la Asociación de Defensa del Úlster y los Comandos Mano Roja.
- Viernes 15 de diciembre de 1994: Albert Reynolds dimitió como Taoiseach de la República de Irlanda tras el colapso de su coalición Fianna Fáil / Partido Laborista. Fue sucedido por John Bruton, que encabezaba una " Coalición Arcoíris " formada por Fine Gael, Partido Laborista y la Izquierda Democrática.
- Miércoles 22 de febrero de 1995: Se publicaron los documentos marco:
  - Un nuevo marco para el acuerdo , que abordó las instituciones norte-sur, y
  - Un marco para un gobierno responsable en Irlanda del Norte, que proponía una Asamblea unicameral de 90 miembros, elegidos por representación proporcional, y que fue presentada directamente al electorado en 1997 por los candidatos del Partido Conservador que se presentaron en Irlanda del Norte a las elecciones generales.
  - Las propuestas no fueron bien recibidas por los unionistas y el DUP las describió como una "calle de un solo sentido hacia Dublín y un "programa de gobierno conjunto para la unidad irlandesa".
- Domingo 13 de agosto de 1995: Gerry Adams, presidente del Sinn Féin, se dirigió a una manifestación en Belfast.
- Viernes 8 de septiembre de 1995: David Trimble fue elegido líder del UUP, en sustitución de James Molyneaux.
- Viernes 24 de noviembre de 1995: referéndum en la República de Irlanda para cambiar la constitución y permitir el divorcio, con un 50,2% de votos a favor. El divorcio había sido posible desde hacía mucho tiempo al norte de la frontera. Los unionistas (principalmente protestantes) citaron en ocasiones la prohibición en la República como prueba de la excesiva influencia de la Iglesia católica en la República, que (en caso de una Irlanda unida) representaría una amenaza para la libertad religiosa de los no católicos.
- Martes 28 de noviembre de 1995: un comunicado conjunto de los Gobiernos británico e irlandés esbozaba un "proceso de doble vía" para avanzar en paralelo en la cuestión del desmantelamiento y en las negociaciones entre todas las partes". Las conversaciones preparatorias debían conducir a negociaciones entre todas las partes que comenzarían a fines de febrero de 1996. El senador estadounidense George Mitchell debía encabezar un organismo internacional encargado de proporcionar una evaluación independiente de la cuestión del desmantelamiento.
- Jueves 30 de noviembre de 1995: Bill Clinton, entonces presidente de los Estados Unidos, visitó Irlanda del Norte y habló a favor del "proceso de paz" en una gran manifestación en el Ayuntamiento de Belfast. Calificó a los terroristas de "hombres de ayer".
- Miércoles 20 de diciembre de 1995: culpando al IRA Provisional por los recientes asesinatos de traficantes de droga, el gobierno irlandés decidió no dar la liberación permanente a otros diez prisioneros republicanos.
- Miércoles 24 de enero de 1996: El informe del Organismo Internacional sobre Desmantelamiento de Armas (también conocido como Informe Mitchell) de fecha 22 de enero, establece los seis " Principios Mitchell" en virtud de los cuales las partes podrían entablar conversaciones entre todos los partidos, y sugiere una serie de medidas de fomento de la confianza, incluido un "proceso electivo". La principal conclusión fue que el desmantelamiento de las armas paramilitares debería tener lugar durante (y no antes o después) de las conversaciones entre todos los partidos, en un proceso de "doble vía". El informe fue bien recibido por el gobierno irlandés y los principales partidos de la oposición en Gran Bretaña y la República, así como por el Partido Socialdemócrata y Laborista y el Partido Alianza. Fue aceptado como una vía a seguir por el Sinn Féin y el Partido Democrático del Úlster (UDP), que tenían vínculos con los paramilitares. El partido unionista moderado, el UUP, expresó sus reservas, y el DUP, de línea más dura, lo rechazó de plano.
- Lunes 29 de enero de 1996: Se iniciaron las conversaciones de "doble vía" con el SDLP, el Partido Unionista Progresista y el UDP. El UUP declinó la invitación.
- Viernes 9 de febrero de 1996: una hora después de una declaración que ponía fin al alto el fuego, el IRA Provisional detonó un camión bomba de gran tamaño cerca de la estación DLR de South Quay en los Docklands de Londres, matando a dos personas, hiriendo a 40 y causando daños por valor de 150 millones de libras. El alto el fuego del IRA había durado 17 meses y 9 días. La declaración del IRA decía que el alto el fuego había terminado porque "el gobierno británico actuó de mala fe con el Sr. Major y los líderes unionistas desperdiciando esta oportunidad sin precedentes para resolver el conflicto" al negarse a permitir que Sinn Féin participara en las conversaciones hasta que el IRA desmantelara sus armas. Albert Reynolds, aunque no apoyó el atentado, coincidió con el análisis del IRA. Como el gobierno de Major había perdido su mayoría en el Parlamento y dependía de los votos unionistas para permanecer en el poder, fue ampliamente acusado de parcialidad pro unionista como resultado. Por otra parte, el día del atentado, Major se estaba preparando para reunirse con representantes del Sinn Féin en Downing Street por primera vez.

### Hacia otro alto el fuego
- Viernes 16 de febrero de 1996: Hubo una gran manifestación por la paz en el Ayuntamiento de Belfast y una serie de manifestaciones más pequeñas en distintos lugares de Irlanda del Norte.
- Miércoles 28 de febrero de 1996: Después de una cumbre en Londres, los primeros ministros británico e irlandés fijaron una fecha (10 de junio de 1996) para el inicio de las conversaciones entre todos los partidos y declararon que los participantes tendrían que aceptar respetar los seis Principios Mitchell y que habría "conversaciones de proximidad" preparatorias.
- Lunes 4 de marzo de 1996: Se iniciaron las conversaciones de acercamiento en Stormont . El Partido Unionista del Úlster y el Partido Unionista Democrático se negaron a participar, y al Sinn Féin se le volvió a negar la entrada, aparentemente debido a la violencia del IRA.
- Jueves 21 de marzo de 1996: Se anunciaron las elecciones para determinar quiénes participarían en las negociaciones entre todos los partidos. Las elecciones se realizarían para un Foro de 110 delegados, de los cuales 90 serían elegidos directamente y 20 escaños "adicionales" de los diez partidos que obtuvieran más votos.
- Jueves 18 de abril de 1996: Se aprobó en Westminster la Ley de Entrada a las Negociaciones de Irlanda del Norte . Treinta partidos e individuos debían participar en las elecciones.
- Lunes 20 de mayo de 1996: Gerry Adams, presidente del Sinn Féin, dijo que SF estaba dispuesto a aceptar los seis Principios Mitchell , si los otros partidos estaban de acuerdo con ellos.
- Jueves 30 de mayo de 1996: En las elecciones del Foro, con una participación del 65%, el UUP obtuvo 30 escaños, el SDLP 21, el DUP 24, el Sinn Féin 17, el Partido Alianza 7, el Partido Unionista del Reino Unido 3, el Partido Unionista Progresista 2, el Partido Demócrata del Úlster 2, la Coalición de Mujeres de Irlanda del Norte 2 y el Partido Laborista 2 escaños.
- Martes 4 de junio de 1996: La Oficina de Irlanda del Norte invitó a nueve partidos políticos a asistir a las conversaciones iniciales en Stormont . Una vez más, el Sinn Féin no fue invitado a las conversaciones. Mary Robinson, entonces Presidenta de la República de Irlanda , inició la primera visita oficial de Estado a Gran Bretaña de un jefe de Estado irlandés.
- Viernes 7 de junio de 1996: miembros del IRA mataron a Jerry McCabe , un detective de la Garda Síochána (el servicio de policía irlandés), durante un robo en una oficina de correos en Adare, condado de Limerick , en la República.
- Lunes 10 de junio de 1996: comienzan las negociaciones entre todos los partidos (las "conversaciones de Stormont") en Stormont. Al Sinn Féin se le niega nuevamente la entrada.
- Viernes 14 de junio de 1996: El Foro de Irlanda del Norte se reunió por primera vez en Belfast. El Sinn Féin se negó a participar debido a su política de no ocupar escaños ni en el parlamento de Westminster ni en un parlamento regional "particionista" de Irlanda del Norte (esta última política cambió en 1998).
- Sábado 15 de junio de 1996: El IRA hizo explotar una bomba en Mánchester, que destruyó gran parte del centro de la ciudad e hirió a 212 personas. Niall Donovan (28), un hombre católico, fue asesinado a puñaladas cerca de Dungannon, en el condado de Tyrone, por la Fuerza Voluntaria del Úlster (UVF).
- Jueves 20 de junio de 1996: La policía irlandesa descubrió una fábrica de bombas del IRA en la República. En respuesta, el gobierno irlandés puso fin a todos los contactos con el Sinn Féin.
- Domingo 7 de julio de 1996: Como parte del conflicto en curso en Drumcree , la Gendarmería Real del Úlster (RUC) impidió que una marcha de los Orangemen de Portadown regresara de la iglesia de Drumcree por la carretera Garvaghy, predominantemente nacionalista. Esta decisión fue seguida por protestas generalizadas en la comunidad unionista y disturbios en las zonas unionistas.
- Jueves 11 de julio de 1996: Hugh Annesley , entonces jefe de policía de la RUC, revocó su decisión y ordenó a sus oficiales que permitieran que la marcha naranja pasara por Garvaghy Road en Portadown . No se tocó música mientras el desfile pasaba por la zona en disputa. A esto le siguieron protestas nacionalistas y disturbios en zonas republicanas.
- Sábado 13 de julio de 1996: un atentado republicano con coche bomba en un hotel de Enniskillen dejó 17 heridos. El Ejército Republicano Irlandés de la Continuidad se atribuyó posteriormente la responsabilidad del atentado. El SDLP anunció que se retiraría del Foro de Irlanda del Norte.
- Lunes 15 de julio de 1996: Se anunció la creación de un comité para revisar los desfiles en Irlanda del Norte (la Revisión Independiente de Desfiles y Marchas).
- Jueves 30 de enero de 1997: El Informe de la Comisión Independiente de Revisión de Desfiles y Marchas (Informe Norte) recomendó la creación de una comisión independiente para revisar los desfiles polémicos. La mayoría de los nacionalistas acogieron con agrado la revisión, pero los unionistas la atacaron por considerarla una erosión del derecho a la libertad de reunión . Se anunció un período de "nuevas consultas".
- Miércoles 5 de marzo de 1997: Las conversaciones de Stormont se aplazaron hasta el 3 de junio, para permitir que los partidos compitieran en las próximas elecciones generales.
- Lunes 7 de abril de 1997: El Belfast Telegraph publicó el primero de tres artículos a lo largo de tres días con los resultados de una encuesta de opinión que llevó a cabo en colaboración con la Queens University. Las preguntas de la encuesta se elaboraron en cooperación con los 10 partidos principales de Irlanda del Norte. El 93% de los protestantes y el 97% de los católicos dijeron que "apoyaban el principio de un acuerdo negociado para el futuro político de Irlanda del Norte", pero sólo el 25% de los protestantes y el 28% de los católicos creían que las "conversaciones" llevarían a un acuerdo.[7]
- Domingo 27 de abril de 1997: En Portadown, Robert Hamill , un católico, fue brutalmente golpeado en un ataque sectario por una banda de leales. Hamill murió más tarde a causa de sus heridas.
- Jueves 1 de mayo de 1997: Se celebraron elecciones generales en todo el Reino Unido. El Partido Laborista obtuvo la mayoría y formó gobierno por primera vez desde 1979. En Irlanda del Norte, el Sinn Féin había aumentado su porcentaje de votos hasta el 16%, convirtiéndose en el tercer partido más importante de la región y ganando dos escaños: Gerry Adams y Martin McGuinness fueron sus nuevos diputados. El Partido Unionista del Úlster obtuvo 10 escaños, el Partido Socialdemócrata y Laborista 3, el Partido Unionista Democrático 2 y el Partido Unionista del Reino Unido 1.
- Lunes 12 de mayo de 1997: Sean Brown, de 61 años y padre de seis hijos, de Bellaghy, en el condado de Londonderry, fue secuestrado y asesinado el 12 de mayo de 1997. Instructor en el Centro de Formación de Ballymena, el Sr. Brown desempeñó un papel activo en la GAA.
- Viernes 16 de mayo de 1997: Tony Blair, el nuevo primer ministro británico, respaldó los Documentos Marco, el Informe Mitchell sobre el desmantelamiento y los criterios para la inclusión en las conversaciones entre todos los partidos. Declaró que valoraba el lugar de Irlanda del Norte en el Reino Unido y sugirió que la República de Irlanda debería modificar los artículos 2 y 3 de su constitución, e indicó que los funcionarios se reunirían con el Sinn Féin para aclarar ciertas cuestiones.
- Miércoles 21 de mayo de 1997: En las elecciones locales, el UUP siguió siendo el mayor partido unionista y el SDLP el mayor partido nacionalista, aunque perdieron el control de los ayuntamientos de Belfast y Derry respectivamente.
- Domingo 1 de junio de 1997: Gregory Taylor, un agente de la RUC que no estaba de servicio, murió tras una paliza que recibió de una turba de leales. Más tarde se supo que Taylor había utilizado su teléfono móvil para intentar pedir ayuda a la comisaría local, pero no había ningún coche disponible para acudir en su ayuda.
- Martes 3 de junio de 1997: Se reanudaron las conversaciones en Stormont. Se proscribió a la Fuerza Voluntaria Lealista (LVF) y al Ejército Republicano Irlandés de la Continuidad (CIRA).
- Viernes 6 de junio de 1997: Se celebraron elecciones generales en la República de Irlanda. El gobierno de coalición formado por Fine Gael, Laboristas e Izquierda Democrática fue derrotado por una coalición formada por Fianna Fáil, Demócratas Progresistas y miembros independientes. El Sinn Féin obtuvo su primer escaño en la Dáil Éireann, desde que había puesto fin a su política de abstencionismo en 1986.
- 16 de junio de 1997 Dos miembros de la RUC, Roland John Graham y David Johnston, asesinados en Lurgan.
- Miércoles 25 de junio de 1997: Los gobiernos británico e irlandés dieron al IRA cinco semanas para declarar un alto el fuego inequívoco. Seis semanas más tarde se permitió al Sinn Féin participar en las conversaciones (que se reanudarían el 15 de septiembre).
- Domingo 6 de julio de 1997: Se permitió nuevamente que se llevara a cabo el desfile de la Orden de Orange en Drumcree, después de una gran operación de la RUC y el ejército británico. A esto le siguieron violentas protestas en las zonas nacionalistas.
- Sábado 12 de julio de 1997: Después de una decisión previa de la Orden de Orange de desviar siete de sus marchas, los desfiles del Duodécimo en Irlanda del Norte transcurrieron pacíficamente.
- Miércoles 16 de julio de 1997: El DUP y el UKUP abandonaron las conversaciones de Stormont en protesta por lo que afirmaron era una falta de aclaración por parte del gobierno británico sobre el desmantelamiento .
- Viernes 18 de julio de 1997: John Hume y Gerry Adams emitieron una declaración conjunta. Gerry Adams y Martin McGuinness pidieron al IRA que renovara el alto el fuego.
- Sábado 19 de julio de 1997: El IRA anunció la renovación de su alto el fuego de 1994 a partir de las 12.00 horas del 20 de julio de 1997.[8]

### Hacia un acuerdo
- Martes 26 de agosto de 1997: Los gobiernos británico e irlandés firmaron conjuntamente un acuerdo para crear una Comisión Internacional Independiente sobre Desmantelamiento (IICD). U2 ofreció un concierto en el jardín botánico de Belfast, ante una audiencia de alrededor de 40.000 personas.
- Viernes 29 de agosto de 1997: La Secretaría de Estado para Irlanda del Norte, Marjorie Mowlam, aceptó el alto el fuego del IRA como genuino e invitó al Sinn Féin a las conversaciones multipartidistas en Stormont.
- Martes 9 de septiembre de 1997: Representantes del Sinn Féin llegaron a Stormont para firmar un compromiso de que el partido respetaría los Principios Mitchell.
- Jueves 11 de septiembre de 1997: El IRA dijo que "tendrían problemas con secciones de los Principios Mitchell", pero que lo que el Sinn Féin decidiera hacer "era asunto suyo".
- Jueves 11 de septiembre de 1997: El Belfast Telegraph publicó el primero de dos artículos a lo largo de dos días con los resultados de una encuesta que realizó con el Queens College. Las preguntas de la encuesta se elaboraron en cooperación con los principales partidos de Irlanda del Norte. El noventa y dos por ciento de los encuestados (el 86 por ciento de los protestantes y el 98 por ciento de los católicos) dijeron que querían que el partido al que apoyaban permaneciera en las negociaciones de Stormont.[7]
- Lunes 15 de septiembre de 1997: Se reanudaron las conversaciones multipartidistas. El Partido Unionista del Úlster, el Partido Unionista Progresista y el Partido Demócrata del Úlster asistieron a una reunión especial en la sede del UUP y volvieron a participar en las conversaciones el miércoles.
- Miércoles 24 de septiembre de 1997: Se acordaron los procedimientos en las conversaciones multipartidistas, se eludió la desactivación de armas paramilitares y se lanzó formalmente la Comisión Internacional Independiente sobre Desactivación .
- Martes 7 de octubre de 1997: Comenzaron las conversaciones sustantivas en Stormont.
- Viernes 17 de octubre de 1997: Se anunció la creación de la Comisión de Desfiles . Sus miembros y sus atribuciones suscitaron críticas por parte de los unionistas.
- Jueves 6 de noviembre de 1997: Alrededor de 12 miembros del Sinn Féin dimitieron en protesta por la aceptación de los Principios Mitchell.
- Domingo 9 de noviembre de 1997: Durante una entrevista radial en el décimo aniversario de la bomba de Enniskillen que mató a 11 personas el 8 de noviembre de 1987, Gerry Adams dijo que estaba "profundamente apenado por lo ocurrido".
- Sábado 27 de diciembre de 1997: Dentro de la prisión de Maze, miembros del Ejército Irlandés de Liberación Nacional dispararon y mataron a Billy Wright, líder de la Fuerza Voluntaria Lealista.
- Sábado 10 de enero de 1998: El Belfast Telegraph publicó el primero de cuatro artículos a lo largo de cuatro días con los resultados de una encuesta de opinión que había realizado con la Queens University. Las preguntas se elaboraron en cooperación con los principales partidos de Irlanda del Norte. El setenta por ciento de los protestantes dijo que el paso más importante para garantizar una paz duradera sería desmantelar los grupos paramilitares; el 78 por ciento de los católicos dijo que el paso más importante hacia una paz duradera sería una carta de derechos que garantizara la igualdad para todos.[7]
- Viernes 23 de enero de 1998: Los Combatientes por la Libertad del Úlster (UFF), nombre encubierto de la Asociación en Defensa del Úlster (UDA), restablecieron el alto el fuego. Esto se interpretó como una admisión de que habían sido responsables del asesinato de varios católicos.
- Lunes 26 de enero de 1998: Las conversaciones se trasladaron a Lancaster House, en Londres. El UDP fue excluido de las conversaciones, debido a la participación de la UFF y la UDA en tres asesinatos más. Los gobiernos declararon que el UDP podría volver a participar en las conversaciones si la UFF mantenía su renovado alto el fuego.
- Jueves 29 de enero de 1998: Tony Blair, el primer ministro británico, anunció una nueva investigación sobre el "Domingo Sangriento" en Derry el 30 de enero de 1972. Esta investigación se conoció como la Investigación Saville . La investigación anterior fue considerada ampliamente como un encubrimiento.
- Viernes 20 de febrero de 1998: Los gobiernos británico e irlandés anunciaron la exclusión del Sinn Féin de las conversaciones durante 17 días debido a la implicación del IRA en dos asesinatos ocurridos en Belfast los días 9 y 10 de febrero de 1998. El Sinn Féin organizó protestas callejeras por su exclusión.
- Lunes 23 de marzo de 1998: El Sinn Féin acordó reincorporarse a las conversaciones, tras haber expirado su exclusión quince días antes, el 9 de marzo.
- Martes 24 de marzo de 1998: El Belfast Telegraph publicó el primero de cuatro artículos a lo largo de cuatro días en los que se informaba de los resultados de una encuesta que habían llevado a cabo junto con la Queens University. Las preguntas de la encuesta se elaboraron en colaboración con los principales partidos de Irlanda del Norte. El setenta y siete por ciento de los encuestados (el 74 por ciento de los protestantes y el 81 por ciento de los católicos) dijeron que votarían "sí" a un acuerdo que contara con el apoyo de la mayoría de los partidos políticos que participaban en las negociaciones.[7]
- Miércoles 25 de marzo de 1998: El presidente de las conversaciones, el senador George J. Mitchell, fijó un plazo de dos semanas para llegar a un acuerdo.
- Viernes 3 de abril de 1998: Se abre la investigación del Domingo Sangriento, presidida por Lord Saville, un lord del tribunal inglés.
- Jueves 9 de abril de 1998: Las conversaciones continuaron después de la medianoche. Jeffrey Donaldson , que había sido miembro del equipo de negociaciones del Partido Unionista del Úlster, se retiró, lo que provocó especulaciones sobre una división en el partido.
- Viernes Santo, 10 de abril de 1998: A las 17.30 horas (más de 17 horas después de la fecha límite), George Mitchell declaró: "Me complace anunciar que los dos gobiernos y los partidos políticos de Irlanda del Norte han llegado a un acuerdo".[9] Más tarde se supo que el presidente Bill Clinton de los EE. UU. había hecho varias llamadas telefónicas a los líderes de los partidos para alentarlos a alcanzar este acuerdo.[10]
- Sábado 15 de agosto de 1998: El atentado con bomba en Omagh perpetrado por el IRA Auténtico provocó 29 muertos y cientos de heridos. Fue el peor incidente ocurrido en Irlanda del Norte durante el conflicto.

El acuerdo, conocido como el Acuerdo de Viernes Santo, incluía un gobierno descentralizado e inclusivo, liberación de prisioneros, reducción de tropas, objetivos para el desmantelamiento de los paramilitares, disposiciones para elecciones sobre la reunificación irlandesa y medidas de derechos civiles y " paridad de estima " para las dos comunidades en Irlanda del Norte.

### La campaña del referéndum
El acuerdo debía ser aprobado mediante referéndum en Irlanda del Norte, y se iba a celebrar otro referéndum en la República de Irlanda para aprobar el cambio necesario en los artículos 2 y 3 de la Constitución. El pueblo de la República apoyó abrumadoramente el acuerdo, pero la campaña en Irlanda del Norte fue más controvertida y el resultado menos predecible. Los referéndums se celebraron el mismo día, el 22 de mayo de 1998.
La campaña a favor del acuerdo planteó la cuestión como un avance frente a un punto muerto, como una lucha entre fanáticos intolerantes sin soluciones por un lado, y moderados con una manera constructiva de avanzar por el otro. El acuerdo se promovió ante la comunidad nacionalista como una garantía de derechos civiles, un gobierno inclusivo, el reconocimiento de su condición de irlandés y una vía pacífica hacia la reunificación irlandesa. Para la comunidad unionista, se presentó como un fin a los problemas, un fin garantizado a los paramilitares y sus armas, y una garantía de la Unión para el futuro previsible. Hubo una campaña masiva financiada por el gobierno para el voto "Sí", con grandes carteles pegados en toda Irlanda del Norte. Uno de esos carteles mostraba cinco "promesas" escritas a mano por el primer ministro Tony Blair en un intento de obtener el voto "Sí" unionista, a pesar del hecho de que ninguna de las palabras de estas "promesas" estaba realmente contenida en el acuerdo que se estaba presentando al electorado. Estas "promesas" eran:
- No se podrá modificar el estatus de Irlanda del Norte sin el consentimiento expreso del pueblo.

El poder de tomar decisiones debe devolverse de Londres a Irlanda del Norte, con una cooperación responsable entre el Norte y el Sur
Justicia e igualdad para todos.
- Aquellos que utilicen o amenacen con la violencia serán excluidos del gobierno de Irlanda del Norte.
- Los presos permanecerán en prisión a menos que abandonen definitivamente la violencia.

Del lado republicano, la campaña del "No" parecía concentrarse en la pureza del ideal republicano de independencia completa y absoluta de Gran Bretaña. Desde esta perspectiva, cualquier compromiso, por temporal que fuera, sobre el objetivo de la unidad irlandesa (o el derecho a seguir la lucha armada) se presentaba como una traición a quienes habían luchado y muerto por Irlanda. El desmantelamiento de las armas y el fin de la actividad paramilitar se presentaba como una rendición a los británicos. El principio de consentimiento se presentaba como un veto unionista, ya que significaba que el progreso político sería casi imposible sin la participación unionista. Se señaló que el acuerdo aceptaba la partición. El estado y sus instituciones seguirían siendo hostiles a la comunidad republicana, afirmaban los críticos. A pesar de estas dudas, la gran mayoría de los republicanos votó "sí", y solo algunos partidos minúsculos y no representativos (como el Sinn Féin Republicano) del lado nacionalista abogaron por el "no".
Del lado unionista, la campaña del "No" fue mucho más fuerte y enfatizó lo que se presentó como concesiones al republicanismo y al terrorismo, particularmente la liberación de paramilitares condenados de prisión (a menudo aquellos que habían asesinado a amigos y familiares de políticos unionistas y estaban cumpliendo sentencias de "cadena perpetua"), la presencia de "terroristas" (con lo que se referían al Sinn Féin) en el gobierno, la falta de garantías sobre el desmantelamiento, la naturaleza percibida como unidireccional del proceso para avanzar hacia una Irlanda unida, la falta de confianza en todos aquellos que implementarían el acuerdo, la erosión de la identidad británica, la destrucción de la Gendarmería Real del Úlster, el lenguaje vago del acuerdo y la naturaleza apresurada en que se redactó el acuerdo.
Se esperaba ampliamente que la comunidad nacionalista apoyara el acuerdo. A medida que se acercaba la votación, la opinión unionista parecía dividida entre quienes apoyaban el acuerdo, quienes se oponían al acuerdo en principio y quienes lo acogían con agrado, pero aún tenían grandes dudas sobre aspectos como la liberación de prisioneros y el papel de los paramilitares y los partidos asociados a ellos (en particular, el Sinn Féin). El temor entre los partidarios del acuerdo era que no hubiera una mayoría (o sólo una pequeña mayoría) de la comunidad unionista a favor del acuerdo, y que, por lo tanto, su credibilidad se vería socavada.

### Los votos
En la República de Irlanda, los resultados de la votación para cambiar la Constitución de acuerdo con el acuerdo fueron:
En Irlanda del Norte, los resultados de la votación sobre el acuerdo fueron:
No hay un desglose oficial de cómo votaron las comunidades nacionalista y unionista, pero CAIN, el Archivo de Conflictos en Internet, estimó que la abrumadora mayoría (hasta el 97%) de los miembros de la comunidad nacionalista mayoritariamente católica de Irlanda del Norte votó "Sí". Su estimación del apoyo al acuerdo de la comunidad unionista mayoritariamente protestante fue de entre el 51 y el 53 por ciento.
El cálculo se complicó aún más por la participación, que aumentó considerablemente en comparación con las elecciones en muchas zonas tradicionalmente unionistas, mientras que la participación fue similar a la de las elecciones en zonas de fuerte nacionalismo. Aproximadamente 147.000 personas más votaron en el referéndum que en las elecciones a la Asamblea posteriores, aunque se estima que también hubo algunas abstenciones deliberadas por parte de los votantes republicanos de línea dura.
El referéndum se calculó de forma centralizada, por lo que no está claro cuál fue la distribución geográfica de la votación, pero una encuesta a la salida del referéndum encontró que de los dieciocho distritos electorales, sólo el bastión de Ian Paisley en North Antrim votó en contra del Acuerdo.
En su momento, los partidarios del acuerdo recibieron con alivio el resultado favorable al mismo. Sin embargo, el grado de escepticismo y de rechazo al acuerdo en la comunidad unionista, sus persistentes dudas sobre algunos aspectos del acuerdo y las diferentes expectativas que ambas comunidades tenían del mismo iban a causar dificultades en los años siguientes.

### Tensiones y amenazas disidentes
Aunque el proceso de paz inicialmente avanzó sin mayores problemas, las tensiones aumentaron en 2001 con el aumento de los conflictos sectarios, disturbios, desacuerdos políticos y el proceso de desmantelamiento. Las bombas del Ejército Republicano Irlandés Auténtico en el atentado a la BBC y en un distrito comercial de Londres amenazaron con descarrilar el proceso de paz. La disputa de Holy Cross en el norte de Belfast que comenzó en junio de 2001 se convertiría en un episodio importante de conflicto sectario. Se produjeron disturbios generalizados en julio, y ese mismo mes los leales de la Asociación en Defensa del Úlster (UDA) se retiraron del Acuerdo de Viernes Santo mientras que el Partido Unionista Progresista (PUP) se retiró de la "fase actual" del proceso de paz. El 26 de julio, dos diputados de línea dura del Partido Unionista del Úlster, David Burnside y Jeffrey Donaldson, pidieron que su partido dejara de apoyar la nueva asamblea de Stormont para compartir el poder.
Se cree que gran parte de los disturbios fueron causados por el distanciamiento de los leales en los años posteriores al Acuerdo de Viernes Santo, que cada vez temían más que el Acuerdo favoreciera en gran medida a los católicos y que la unidad irlandesa fuera inevitable. El Secretario de Irlanda del Norte, John Reid, dijo a los unionistas en un discurso que estaban "equivocados" al pensar eso, y que el Acuerdo sería un fracaso si los protestantes ya no se sentían como en casa. El número de tiroteos paramilitares leales aumentó de 33 en el momento del Acuerdo a un pico de 124 en 2001/02.
El 9 de septiembre de 2001, una banda de 15 miembros del IRA Provisional secuestró, torturó y disparó a dos jóvenes. El 27 de septiembre, estallaron importantes disturbios y violencia lealistas en medio de la disputa de Holy Cross. Al día siguiente, el periodista Martin O'Hagan fue asesinado por miembros de la Fuerza Voluntaria Lealista (LVF). El 13 de octubre de 2001, Reid declaró que el alto el fuego de dos grupos paramilitares leales, la Asociación de Defensa del Úlster (UDA) y la LVF, había terminado debido a sus violentos incidentes de tiroteos y disturbios. El líder del Sinn Féin, Gerry Adams, instó al IRA Provisional a desarmarse en medio del casi colapso de Stormont. En diciembre de 2001, dos torres de vigilancia del ejército fueron atacadas en South Armagh por republicanos que causaron muchos heridos. A lo largo de 2002 continuaron los disturbios y los enfrentamientos sectarios, siendo el incidente más tenso los enfrentamientos en Short Strand.
El 6 de mayo de 2002, el político del Partido Unionista Progresista David Ervine dijo que la violencia continua, las dudas entre los leales y la incertidumbre sobre el IRA han dejado el proceso de paz en una "crisis sustancial y grave".  El 14 de octubre de 2002, la Asamblea de Irlanda del Norte fue suspendida y se impuso el gobierno directo desde Westminster.

### Implementación
- La Asamblea de Irlanda del Norte tuvo un buen comienzo, pero fue suspendida varias veces, principalmente por la ira de los unionistas ante la negativa del IRA a desarmar sus armas de manera "transparente". No obstante, las elecciones continuaron y la votación se polarizó hacia los partidos más radicales: el DUP y el Sinn Féin. En 2004, se celebraron negociaciones para intentar restablecer la Asamblea y el Ejecutivo. Las negociaciones fracasaron, pero los gobiernos creyeron que estaban muy cerca de un acuerdo y publicaron su propuesta de acuerdo con el nombre de Acuerdo Global.

- Aunque la Gendarmería Real del Úlster pasó a llamarse Servicio de Policía de Irlanda del Norte el 4 de noviembre de 2001, el Sinn Féin, el segundo partido más importante, no declaró su aceptación del Servicio de Policía de Irlanda del Norte hasta el 28 de enero de 2007 como parte del Acuerdo de St Andrews . Una encuesta de 2005  indica que el 83% de la población de Irlanda del Norte tiene "algo", "mucha" o "total" confianza en la capacidad de la policía para proporcionar un servicio policial diario.

- No se desmantelaron armas del IRA hasta octubre de 2001, y el 26 de septiembre de 2005 se anunció el envío final que sería "puesto fuera de uso". También ha habido acusaciones de participación del IRA en espionaje en la Asamblea de Stormont (que llevó a la UUP a desmantelar la Asamblea), en el entrenamiento de las guerrillas de las Fuerzas Armadas Revolucionarias de Colombia (FARC), en varios asesinatos de alto perfil y acusaciones de robos importantes como un total de 26,5 millones de libras esterlinas en efectivo que fueron robadas de la sede del Northern Bank en Donegall Square West en Belfast.[27]

### Final del juego
En enero de 2005, Robert McCartney fue asesinado tras una pelea en un bar a manos de miembros del IRA. Tras una campaña de alto perfil por parte de sus hermanas y su prometida, el IRA admitió que sus miembros eran los responsables y se ofreció a reunirse con ellos. Las hermanas McCartney rechazaron la oferta, pero el episodio dañó gravemente la reputación del IRA en Belfast.
En abril de 2005, Gerry Adams pidió al IRA que depusiera las armas. El 28 de julio de 2005, el IRA aceptó y pidió a sus voluntarios que utilizaran "medios exclusivamente pacíficos". El IRA no se disolvería, sino que simplemente utilizaría medios pacíficos para lograr sus objetivos.
- Aparte de algunas pistolas desgastadas de la Fuerza Voluntaria Lealista , ningún otro grupo paramilitar lealista ha desmantelado ninguna de sus armas, y todos han estado involucrados en varios asesinatos, incluyendo importantes disputas, tanto internas como con otros grupos leales. La mayoría de los unionistas sostienen que la negativa lealista es un obstáculo menor para la restauración de la Asamblea porque, a diferencia del Ejército Republicano Irlandés Provisional , los partidos con vínculos formales con grupos paramilitares leales no tienen una representación electa significativa dentro de la Asamblea, a pesar de sus altos niveles de apoyo. A lo largo de su existencia, los paramilitares leales han sido descritos por algunos (incluido el Taoiseach Albert Reynolds ) como "reaccionarios", es decir, que responden a los ataques de los grupos republicanos, y algunos comentaristas afirman que si no hubiera actividad republicana violenta, la violencia leal dejaría de existir. Otros sostienen que estas afirmaciones de ataques puramente "reaccionarios" de los leales son difíciles de conciliar con el surgimiento del lealismo militante en la era de los derechos civiles (es decir, cuando el IRA estaba inactivo) y su preferencia por los ataques a los católicos sin conexiones paramilitares, en lugar de atacar a los miembros más peligrosos de las organizaciones republicanas. En el caso de que se complete el desmantelamiento total y transparente de los paramilitares republicanos, los comentaristas políticos esperan en general que las organizaciones paramilitares leales se vean sometidas a una fuerte presión para que sigan el ejemplo.

- Aunque los asesinatos y los atentados con bombas han sido prácticamente eliminados, la violencia y la delincuencia de "nivel inferior", incluidas las palizas "de castigo", la extorsión y el tráfico de drogas, continúan, sobre todo en las zonas leales al régimen. Se sigue percibiendo que las organizaciones paramilitares tienen un control considerable en algunas zonas, sobre todo en las menos pudientes. En un informe de 2005 de la Comisión Independiente de Vigilancia se publicaron detalles del nivel actual de actividad percibido por las organizaciones paramilitares.[30]

El 28 de julio de 2005, el IRA anunció el fin de su campaña armada y se comprometió a desmantelar por completo todas sus armas, algo que debía ser presenciado por clérigos católicos y protestantes. La declaración fue leída por primera vez por la veterana militante del IRA Séanna Walsh en un vídeo difundido al público y contenía el siguiente texto:

La dirección de Óglaigh na hÉireann ha ordenado formalmente el fin de la campaña armada, que entrará en vigor a partir de las 16 horas de esta tarde.

Se ha ordenado a todas las unidades del IRA que se deshagan de las armas. Se ha dado instrucciones a todos los voluntarios para que ayuden al desarrollo de programas puramente políticos y democráticos a través de medios exclusivamente pacíficos. Los voluntarios no deben participar en ninguna otra actividad.
La dirección del IRA también ha autorizado a nuestro representante a colaborar con el IICD para completar el proceso de poner sus armas fuera de servicio de forma verificable, de forma que se mejore aún más la confianza pública, y para concluirlo lo antes posible.
Hemos invitado a dos testigos independientes, de las iglesias protestante y católica, para que testifiquen al respecto.
El Consejo del Ejército tomó estas decisiones tras un proceso interno de debate y consulta sin precedentes con las unidades del IRA y los voluntarios.
Apreciamos la forma honesta y directa en que se llevó a cabo el proceso de consulta y la profundidad y el contenido de las presentaciones. Estamos orgullosos de la forma camaraderil en que se llevó a cabo este debate verdaderamente histórico.
El resultado de nuestras consultas muestra que los Voluntarios del IRA apoyan muy firmemente la estrategia de paz del Sinn Féin.
También existe una preocupación generalizada por el fracaso de los dos gobiernos y de los unionistas en participar plenamente en el proceso de paz, lo que ha creado dificultades reales.
La abrumadora mayoría de los irlandeses apoya plenamente este proceso.
Ellos y los amigos de la unidad irlandesa en todo el mundo desean que se aplique plenamente el Acuerdo de Viernes Santo.
A pesar de estas dificultades, hemos tomado decisiones para promover nuestros objetivos republicanos y democráticos, incluido nuestro objetivo de una Irlanda unida. Creemos que ahora existe una manera alternativa de lograrlo y de poner fin al dominio británico en nuestro país.
Es responsabilidad de todos los Voluntarios mostrar liderazgo, determinación y coraje. Somos muy conscientes de los sacrificios de nuestros patriotas muertos, de los que fueron a la cárcel, de los Voluntarios, de sus familias y de la base republicana en general. Reiteramos nuestra opinión de que la lucha armada fue totalmente legítima. Somos
conscientes de que mucha gente sufrió en el conflicto. Existe un imperativo imperioso para todas las partes de construir una paz justa y duradera.
Se nos ha planteado la cuestión de la defensa de las comunidades nacionalistas y republicanas. La sociedad tiene la responsabilidad de garantizar que no se repitan los pogromos de 1969 y principios de los años 70.
También tiene la responsabilidad universal de abordar el sectarismo en todas sus formas.
El IRA está plenamente comprometido con los objetivos de la unidad y la independencia irlandesas y con la construcción de la República delineada en la Proclamación de 1916. Hacemos un llamamiento a la máxima unidad y esfuerzo de los republicanos irlandeses de todo el mundo.
Confiamos en que, trabajando juntos, los republicanos irlandeses podremos alcanzar nuestros objetivos.
Todos los voluntarios son conscientes de la importancia de las decisiones que hemos tomado y todos los Óglaigh están obligados a cumplir plenamente estas órdenes.

Ahora tenemos una oportunidad sin precedentes de utilizar la considerable energía y buena voluntad que hay en favor del proceso de paz. Esta amplia serie de iniciativas sin precedentes es nuestra contribución a este objetivo y a los continuos esfuerzos por lograr la independencia y la unidad del pueblo de Irlanda.

El IICD confirmó en su informe final de septiembre de 2005 que el IRA había desmantelado todas sus armas.

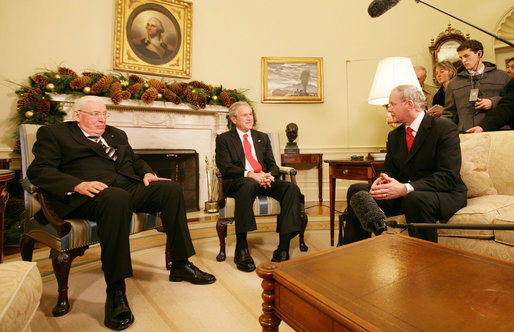
Ian Paisley, George W. Bush y Martin McGuinness en diciembre de 2007

El fin definitivo del conflicto norirlandés y, por tanto, del proceso de paz llegó en 2007.  Tras el Acuerdo de St Andrews de octubre de 2006 y las elecciones de marzo de 2007 , el Partido Unionista Democrático y el Sinn Féin formaron un gobierno en mayo de 2007. En julio de 2007, el ejército británico puso fin formalmente a la Operación Banner , su misión en Irlanda del Norte que había comenzado 38 años antes, en 1969. 
El 8 de diciembre de 2007, durante una visita al Presidente Bush en la Casa Blanca junto con el primer ministro de Irlanda del Norte, Ian Paisley, el Vice primer ministro Martin McGuinness dijo a la prensa: "Hasta el 26 de marzo de este año, Ian Paisley y yo nunca habíamos hablado de nada, ni siquiera del tiempo, y ahora hemos trabajado muy de cerca juntos durante los últimos siete meses y no ha habido palabras de enojo entre nosotros... Esto demuestra que estamos listos para un nuevo rumbo".

### Grupo Consultivo sobre el Pasado
El Grupo Consultivo sobre el Pasado fue un grupo independiente creado para consultar a toda la comunidad de Irlanda del Norte sobre la mejor manera de abordar el legado de los Problemas.
El Grupo estableció sus términos de referencia como sigue:

Consultar a toda la comunidad sobre la mejor manera en que la sociedad de Irlanda del Norte puede abordar el legado de los acontecimientos de los últimos 40 años; y hacer recomendaciones, según corresponda, sobre cualquier medida que pueda adoptarse para apoyar a la sociedad de Irlanda del Norte en la construcción de un futuro compartido que no se vea ensombrecido por los acontecimientos del pasado.

El Grupo fue copresidido por el Reverendísimo Dr. Robin Eames (Lord Eames), ex arzobispo de Armagh de la Iglesia de Irlanda , y Denis Bradley , y publicó su informe en enero de 2009.
Aunque el grupo se reunió con el MI5 y la UVF , el IRA Provisional se negó a reunirse con el grupo.
El Grupo publicó sus recomendaciones el 28 de enero de 2009 en un informe de 190 páginas, que contenía más de 30 recomendaciones, cuyo costo total se estimaba en 300 millones de libras esterlinas. El informe recomendaba la creación de una Comisión del Legado de cinco años, un Foro de Reconciliación para ayudar a la comisión existente para víctimas y supervivientes, y un nuevo órgano de revisión de casos históricos. El informe concluía que la Comisión del Legado debería hacer propuestas sobre cómo "se podría trazar una línea", pero omitió las propuestas de amnistía. Además, se propuso que no se celebraran nuevas investigaciones públicas, y que se celebrara un Día de Reflexión y Reconciliación anual y un monumento compartido al conflicto. Una propuesta controvertida de pagar a los familiares de todas las víctimas asesinadas en los disturbios, incluidas las familias de los miembros paramilitares, 12.000 libras esterlinas, como "pago de reconocimiento", provocó la interrupción del lanzamiento del informe por parte de los manifestantes.  El coste estimado de esta parte de la propuesta era de 40 millones de libras esterlinas.